# یای‌یا
یای‌یا (انگلیسی: Yaiya؛ زادهٔ ۱۵ آوریل ۱۹۹۰) موسیقی‌دان اهل سوئد است.